# Classe Amiral Baudin
La classe Amiral Baudin  est une classe de deux cuirassés, de type en barbettes, de la marine française  de la fin du XIXe siècle.

## Conception
C'est un modèle élargi de l'Amiral Duperré, premier cuirassé à barbettes conçu pour l'utilisation unique de la propulsion à vapeur.
À l'achèvement des deux navires, dont l’aménagement fut assez long, ils étaient déjà obsolètes par rapport à des cuirassés étrangers similaires.
Les deux unités, pour être mises à niveau, ont reçu des mâts blindés transportant de l'armement léger.
Une troisième unité, le Hoche, largement modifiée au cours de sa conception, est considérée comme un modèle unique.

## Les unités de la classe
| Nom           | Chantier naval     | Mise en chantier   | Lancement     | Armement          | Fin             | Photo |
| ------------- | ------------------ | ------------------ | ------------- | ----------------- | --------------- | ----- |
| Amiral Baudin | Arsenal de Brest   | 1er octobre 1879   | 5 juin 1883   | 1er décembre 1888 | détruit en 1910 |       |
| Formidable    | Arsenal de Lorient | 1er septembre 1879 | 16 avril 1885 | 1er février 1889  | détruit en 1911 |       |

## Histoire
Amiral Baudin :
Formidable :
En 1890, le Formidable a été utilisé pour expérimenter l'utilisation de ballons captifs dans la Marine.

En mai 1891, il est devenu le vaisseau-amiral de l'escadre de la Méditerranée. En 1898, il a été transféré à l'escadre de l'Atlantique, basée à Brest.